# セーラー・ホワイト
"クレージー" セーラー・ホワイト（"Crazy" Sailor White、本名：Edward John White、1949年5月18日 - 2005年8月26日）は、カナダのプロレスラー。ニューファンドランド・ラブラドール州セントジョンズ出身のアイルランド系カナダ人。
そのリングネーム通り、船乗り上がりの荒くれ狂乱ファイターとしてカナダ大西洋岸やモントリオール地区を主戦場に活躍、日本では国際プロレスに度々参戦した。

## 来歴
セントジョンズの貧民街で育ち、10代の頃に違法行為を犯して投獄されたこともある。成人してからはニューファンドランド島で船員として働いていたが、持ち前の腕っぷしの強さと喧嘩っ早さを活かすべく、1972年にオンタリオ地区でプロレスラーとしてデビュー。以降、船乗り（Sailor）という自身のバックボーンをそのままギミックに取り入れ、セーラー帽を被り全身にタトゥーを施した巨漢ヒール、セーラー・ホワイト（Sailor White）となってカナダ各地を転戦する。
バンクーバーではジン・キニスキー、モントリオールではマッドドッグ・バションに師事し、1974年3月にはバションの肝煎りで国際プロレスの『チャレンジ・シリーズ』に初来日。同シリーズには全日本プロレスのジャイアント馬場が友情参戦しており、そのユニークなキャラクターと度胸満点のラフファイトを馬場に買われ、4月開幕の全日本『第2回チャンピオン・カーニバル』にも継続参戦した。しかし、酒と博打で滞在中にギャラをすべて失ってしまったため、5月に開幕した国際の『ダイナマイト・シリーズ』にも引き続き参戦、ラッシャー木村と日本初の金網チェーン・デスマッチを行っている。結果として、2団体を股にかけた3シリーズ連続出場という珍記録を残すことになった。
以降も国際プロレスには1976年と1978年の『新春パイオニア・シリーズ』に参戦しており、1976年1月24日に越谷、1978年1月19日に水戸にて木村のIWA世界ヘビー級王座に挑戦。水戸市民体育館では金網デスマッチで大流血戦を演じた（東京12チャンネル・アナウンサーの杉浦滋男は、顔面が鮮血で真っ赤に染まった彼を見て「ホワイトではなく名前をレッドにしなければなりません」などと実況していた）。また、来日する度にウエイトが増量し、最後の来日では150kg級の巨体になっていた。1979年にはビッグ・ジョン・ストロンボー（Big John Strongbo）のリングネームで南アフリカに遠征、ジャン・ウィルキンスが保持していたEWU世界スーパーヘビー級王座に挑戦した。

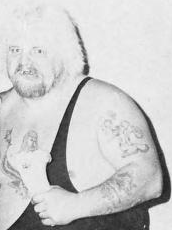
ムーンドッグ・キング

1980年末よりWWFに登場。野獣系ギミックのムーンドッグ・キング（Moondog King）に変身して、ムーンドッグ・レックスとのタッグチーム "ザ・ムーンドッグス" を結成する。キャプテン・ルー・アルバーノをマネージャーに迎え、1981年3月17日にペンシルベニア州アレンタウンでトニー・ガレア&リック・マーテルからWWFタッグ王座を奪取。ニューヨークのマディソン・スクエア・ガーデンでは、ペドロ・モラレスやミル・マスカラスとのシングルマッチも行われた。しかし、一時カナダへ戻った際、過去の犯罪歴が当局に発覚してアメリカに再入国できなくなり、そのままWWF離脱を余儀なくされた（ホワイトは王座を剥奪され、ムーンドッグ・スポットが後任王者となった）。5月13日にはメイン州バンゴーにおいてボブ・バックランドのWWFヘビー級王座に挑戦する予定だったが、レックスが代役を務めている
その後はジノ・ブリットらが主宰していたモントリオールのインターナショナル・レスリングを主戦場に、1982年にディノ・ブラボーを破りカナディアン・インターナショナル・ヘビー級王座を獲得。同地区には1980年代中盤まで定着して、ネイル・グアイ、ミシェル・デュボア、ザリノフ・ルブーフ、アブドーラ・ザ・ブッチャー、マスクド・スーパースター、キング・トンガ、ワイルド・サモアンズなどのヒール勢と共闘し、ブラボー、リック・マーテル、ビル・ロビンソン、ジョー・ルダック、パット・パターソン、レイモンド・ルージョー、ジャック・ルージョー、トニー・パリシ、マイティ・イゴール、トム・ジンクらと対戦。1985年2月11日にはマーテルが保持していたAWA世界ヘビー級王座に挑戦した。同年9月23日にはインターナショナル・レスリングとWWFとの合同興行において、ティト・サンタナのインターコンチンネンタル・ヘビー級王座にも挑戦している。
しかし、私生活ではドラッグとアルコールを乱用してセミリタイアを余儀なくされる。売春斡旋やドラッグ絡みの殺傷予告事件を起こし逮捕もされたが、1990年にモントリオールの更生施設でドラッグ中毒を克服、新生キリスト教徒となって社会復帰を果たした。同年10月22日にはWWFのオタワでのハウス・ショーでデイビーボーイ・スミスと対戦。その後も1990年代はカナダのインディー団体へのスポット参戦を続けた。2000年4月には「議会はムーンドッグを必要としている」をスローガンにカナダ下院に立候補、2004年7月にもカナダの緑の党から再出馬している（いずれも落選）。
2004年12月2日、乗っていたタクシーが交通事故を起こして首の骨を折る重傷を負い、長期間にわたって入院生活を続けていたが、2005年8月26日に入院先の病院で死去。56歳没。
酒に酔ってはストリートファイトに明け暮れ、生前に仲の良かったマイティ井上によると、ビル・ロビンソンに喧嘩を売って簡単にノックアウトしたこともあったという。

## 得意技
- ビッグ・スプラッシュ
- エルボー・ドロップ
- ベアハッグ
- ブレーンバスター
- 噛みつき、かきむしり、凶器など反則攻撃全般

## 獲得タイトル
イースタン・スポーツ・アソシエーション
- NWAカナディアン・ヘビー級王座（マリタイム版）：1回

ワールド・レスリング・フェデレーション
- WWFタッグ王座：1回（w / ムーンドッグ・レックス）

インターナショナル・レスリング
- カナディアン・インターナショナル・ヘビー級王座：1回
- カナディアン・インターナショナル・タッグ王座：3回（w / サージ・デュモン、ジル・ポワソン、リック・バレンタイン）